# امیرهان دلیباش
امیرهان دلیباش (انگلیسی: Emirhan Delibaş؛ زادهٔ ۱ ژانویهٔ ۲۰۰۳) بازیکن فوتبال اهل ترکیه است.
وی همچنین در تیم‌های ملی فوتبال زیر ۱۷ سال ترکیه و زیر ۱۹ سال ترکیه بازی کرده‌است.

## دوران باشگاهی

### بشیکتاش
در ۱۴ دسامبر ۲۰۲۳، او اولین بازی خود را در سطح بزرگسالان برای باشگاه فوتبال بشیکتاش به عنوان یک تعویض دیرهنگام در پیروزی ۲–۰ خارج از خانه مقابل باشگاه فوتبال لوگانو در لیگ کنفرانس اروپا انجام داد. در ۵ ژانویه ۲۰۲۴، او در اولین بازی خود در سوپر لیگ فوتبال ترکیه مقابل باشگاه فوتبال قاسم‌پاشا اسپور ظاهر شد.
در ۱۹ فوریه ۲۰۲۴، باشگاه فوتبال بشیکتاش اعلام کرد که با توافق دوجانبه راه خود را از دلیباش جدا کردند. بر اساس چندین گزارش دیگر، باشگاه و دلیباش قرارداد خود را به دلیل سن متضاد در پروفایل دوستیابی که ظاهراً متعلق به او بود، با هم فسخ کردند.

### گوزتپه
در ۸ سپتامبر ۲۰۲۲، او به همراه هم تیمی اش آیدین هاسیچ به باشگاه دیگر ترکیه ای باشگاه ورزشی گوزتپه قرض داده شد.